# Nimbabergets naturreservat
Nimbabergets naturreservat (franska: Réserve naturelle intégrale du Mont Nimba) är nationalpark och Unesco-världsarv. Området ligger på gränsen mellan Elfenbenskusten och Guinea. 
Reservatet bildades 1943 i Elfenbenskusten och utökades året efter med ett område i Guinea. 1980 blev reservatet ett biosfärområde. 
1981 skrevs området i Guinea in på Unescos världsarvslista och 1982 utökades världsarvet med området i Elfenbenskusten.
Naturreservatet är 180 km² (130 km² i Guinea och 50 km² i Elfenbenskusten). Biosfärområdet omfattar 171,3 km² och ligger enbart i Guinea.
En utvidgning av reservatet till närbelägna Liberia har föreslagits. Naturreservatet omfattar stora delar av berget Nimba, ett geografiskt unikt område med över 200 endemiska arter. 